# Pachydema keithi
Pachydema keithi es una especie de coleóptero de la familia Scarabaeidae.

## Distribución geográfica
Es endémica de Gran Canaria, en las islas Canarias (España).